# Dugald River
Der Dugald River ist ein Fluss im Norden des australischen Bundesstaates Queensland. Er führt nicht ganzjährig Wasser, sondern nur zur Regenzeit.

## Geografie

### Flusslauf
Der Fluss entspringt an den Nordhängen der Mount Godkin Range und fließt nach Nordosten. Bei Koolamarra unterquert er die Burke Developmental Road und südwestlich von Canobe die Wills Developmental Road. Bei Canobe mündet der Dugald River in den Cloncurry River.

### Nebenflüsse mit Mündungshöhen
- Cleanskin Creek – 211 m
- Lady Clayre Creek – 195 m
- Clayton Creek – 184 m
- Elvira Creek – 109 m
- Madcap Creek – 82 m
- Middle Creek – 78 m
- Corella River – 74 m

(Quelle:)

### Durchflossener See
Der Dugald River durchfließt ein Wasserloch, das auch dann mit Wasser gefüllt ist, wenn der Fluss selbst trocken liegt:
- Three Mile Waterhole – 69 m[1]